# Žrtve černobilske nesreče
Černobilska nesreča, ki velja za najhujšo jedrsko nesrečo v zgodovini, se je zgodila 26. aprila 1986 v jedrski elektrarni Černobil v Ukrajinski sovjetski socialistični republiki, ki je bila takrat del Sovjetske zveze in je danes v Ukrajini. Od leta 1986 naprej o skupnem številu smrtnih žrtev nesreče ni bilo točnega števila; kot je ugotovila strokovna medicinska revija The Lancet in drugi viri, ostaja število žrtev nepoznano.
Obstaja soglasje, da je približno 31 ljudi umrlo zaradi neposredne eksplozije in sindroma akutnega sevanja (ARS) v nekaj sekundah do mesecev po katastrofi, skupaj pa 60 v desetletjih, vključno s kasnejšimi obolenji raka, ki ga je povzročilo sevanje. Ni pa enotnih podatkov o natančnem številu predvidenih smrtnih žrtev zaradi dolgoročnih učinkov katastrofe na zdravje; ocene smrtnih žrtev zaradi dolgoročnih posledic se gibljejo do 4.000 (po sklepih skupnega konzorcija Združenih narodov iz leta 2005 in 2006) za najbolj izpostavljene prebivalce Ukrajine, Belorusije in Rusije, do skupaj 16.000 za vse, ki so bili izpostavljeni sevanju na celotnem območju celine Evrope ter s številkami do 60.000, če upoštevamo razmeroma majhne učinke po vsem svetu. Takšna števila temeljijo na močno izpodbijanem linearnem brezpragovnem modelu.
Ta problem brez praga epidemiologije ni edinstven za Černobil in podobno ovira poskuse ocene nizke stopnje onesnaženosti z radioaktivnostjo, onesnaženosti zraka in naravne izpostavljenosti sončni svetlobi. Določanje povišanega tveganja ali skupnega števila smrtnih primerov zaradi zelo majhnih odmerkov je popolnoma subjektivno in čeprav bi bilo mogoče zaznati veliko višje vrednosti, so nižje vrednosti zunaj statistično pomembnega dosega empirične znanosti in naj bi ostale neznane..

## Seznam uradnih neposrednih žrtev
V spodnji preglednici je 31 oseb, katerih smrt je Sovjetska zveza vključila v svoj uradni seznam – objavljen v drugi polovici leta 1986 – žrtev, ki jih je mogoče neposredno pripisati nesreči. Žrtve v preglednici so razvrščene po datumu smrti.
| Ime                   | Datum in kraj rojstva          | Datum in kraj smrti                         | Opombe |
| --------------------- | ------------------------------ | ------------------------------------------- | --- |
| Valerij Hodemčuk      | 24. marec 1951, Ivankiv Rainov | 26. april 1986, Jedrska elektrarna Černobil | Hodemčuk je bil v času eksplozije v reaktorju 4 in je postal prva smrtna žrtev v nesreči, saj naj bi ga eksplozija takoj ubila. Njegovega trupla niso nikoli našli in predvidevajo, da je pokopan pod ruševinami obtočnih črpalk v reaktorju 4. |
| Vladimir Šašenok      | 21. april 1951, Schucha Dam    | 26. april 1986, Pripjat                     | Šašenok je bil v času eksplozije v bližini reaktorja 4 in je bil zaradi eksplozije v reaktorju huje poškodovan. Odpeljan je bil v bolnišnico v Pripjatu, vendar je zaradi hudih poškodb umrl pozno zjutraj istega dne. |
| Aleksander Lelečenko  | 28 julij 1938, Lubensky        | 7. maj 1986, Kijev                          | Lelečenko je v trenutku eksplozije prispel v nadzorno reaktorja bloka 4. Da bi mlajšim delavcem prihranil izpostavljenost sevanju, je trikrat šel skozi radioaktivno vodo in ruševine v reaktorju, da je izklopil elektrolizatorje in dovod vodika do generatorjev, nato poskusil napajati črpalke napajalne vode.                                                            |
| Vladimir Tišura       | 15. december 1959, Leningrad   | 10. maj 1986, Moskva                        | Tishura je gasil požare na strehi reaktorja 3 in okoli prezračevalnih jaškov. |
| Viktor Kibenok        | 17. februar 1963, Ivanivka     | 11. maj 1986, Moskva                        | Kibenok je v elektrarno prispel ob 1.45 zjutraj in se srečal s Pravikom ter se pogovoril o tem, kako se najbolje spopasti s požarom. Nadzoroval je gašenje požara na strehi reaktorja 3. Imel je opečene in mehurjaste ustnice, ker je vdihnil preveč dima, ki ga je povzročil goreči bitumen, ki je prekril streho turbinske dvorane.                                        |
| Vladimir Pravik       | 13. junij 1962, Černobil       | 11. maj 1986, Moskva                        | Pravik je prvi prispel v elektrarno, gasilsko ekipo pa je usmeril na streho turbinske dvorane. Večkrat je hodil do strehe reaktorja 3, da bi pomagal Kibenokovi enoti. Njegove oči naj bi se zaradi intenzivnosti sevanja spremenile iz rjavih v modre. |
| Aleksander Akimov     | 6. maj 1953, Novosibirsk       | 11. maj 1986, Moskva                        | Akimov je po eksploziji v kleti elektrarne poskušal vspostaviti ponoven zagon dotoka podvodne vode v porušen reaktor, pri tem pa je bil izpostavljen smrtonosni dozi sevanja. |
| Anatolij Kurguz       | 12. junij 1957, Unechskoho     | 12. maj 1986, Moskva                        | Opečen od radioaktivne pare, ki je vstopila v njegovo nadzorno sobo v epicentru eksplozije, je Kurguz pomagal reševalcem; njegov prijatelj Oleg Genrikh je preživel. |
| Vasilij Ignatenko     | 13. marec 1961, Branhin        | 13. maj 1986, Moskva                        | Ignatenko je pomagal pri gašenju požarov na strehi reaktorja 3 in okoli prezračevalnih jaškov. |
| Orlov Ivan            | 10. januar 1945                | 13. maj 1986                                | Ivan je prejel veliko dozo sevanja 12 Gy. |
| Georgi Popov          | 21. februar 1940               | 13. maj 1986                                | Popov je pomagal pri gašenju požarov v turbinski sobi. |
| Leonid Toptunov       | 16. avgust 1960, Mykolaivka    | 14. maj 1986, Moskva                        | Toptunov je po eksploziji skupaj z Akimovom v kleti elektrarne poskušal ponovno zagnati dotok podvodne vode v porušen reaktor, pri tem pa je bil izpostavljen smrtonosni dozi sevanja. |
| Nikolaj Vaščuk        | 5. junij 1959, Haicheng        | 14. maj 1986, Moskva                        | Vaščuk je gasil požare na strehi reaktorja 3. Večkrat je preusmeril gasilske cevi na streho in z nje. |
| Aleksander Kudrjavcev | 11. december 1957              | 14. maj 1986, Moskva                        | Kurdjavcev je bil med poskusom ročnega spuščanja krmilnih palic izpostavljen smrtonosnemu odmerku sevanja, ko je pogledal neposredno v odprto jedro reaktorja. |
| Vjačeslav Bražnik     | 3. maj 1957, Atbasar           | 14. maj 1986, Moskva                        | Vjačeslav je bil v času eksplozije v turbinski dvorani. Med gašenjem in stabilizacijo turbine je bil izpostavljen smrtonosnemu odmerku sevanja (več kot 1000 rad). Umrl je v moskovski bolnišnici. |
| Nikolaj Titenok       | 5. december 1962, Mykolaivka   | 16. maj 1986, Moskva                        | Titenok je gasil požare na strehi reaktorja 3 in okoli prezračevalnega sklopa. |
| Viktor Proskurjakov   | 9. april 1955, Svobodnyj       | 17. maj 1986, Moskva                        | Proskurjakov je bil v času eksplozije v nadzorni sobi; med poskusom ročnega spuščanja kontrolnih palic je bil izpostavljen smrtnemu odmerku sevanja, ko je pogledal neposredno v odprto jedro reaktorja in utrpel 100-odstotne opekline. |
| Viktor Lopatjuk       | 22. avgust 1960, Lylov         | 17. maj 1986, Moskva                        | Lopatjuk je bil med izklopom elektrolizatorja izpostavljen smrtonosnemu odmerku sevanja. |
| Anatolij Šapovalov    | 6. april 1941, Kirovograd      | 19. maj 1986, Moskva                        | Šaplovalov je pomagal gasiti požare in je upravljal električno opremo. |
| Viktor Degtjarenko    | 10. avgust 1954, Ryazan        | 19. maj 1986, Moskva                        | Degtjarenko je bil blizu črpalk v trenutku eksplozije; imel je ožgan obraz od pare in vroče vode. |
| Anatolij Baranov      | 13. junij 1953, Tsyurupynsk    | 20. maj 1986, Moskva                        | Baranov je sodeloval pri preprečevanju širjenja požara skozi agregatno dvorano. |
| Kostantin Perčuk      | 11. november 1952, Magadan     | 20. maj 1986, Moskva                        | Perčuk je bil v času eksplozije v turbinski dvorani. Med gašenjem in stabilizacijo turbine je bil izpostavljen smrtonosnemu odmerku sevanja. |
| Vladimir Savenkov     | 15. februar 1958               | 21. maj 1986                                | Savenkov je bil prvi od inženirjev elektrarne, ki je zbolel za akutnim sevalnim sindronom. Pokopan je bil v svinčeni krsti. |
| Ivanenko Ekaterina    | 11. september 1932, Nezhihov   | 26. maj 1986, Moskva                        | Ekaterina je varovala vrata nasproti reaktorja 4, ostala v službi celo noč do jutra. |
| Jurij Konoval         | 1. januar 1942, Ust-Pier,      | 28. maj 1986, Moskva                        | Konoval je vodil stroje in pomagal pri gašenju požarov v reaktorju 4. Med časom, ko je pomagal v nesreči, je bil izpostavljen smrtonosnemu odmerku sevanja. |
| Anatolij Sitnikov     | 20. januar 1940, Voskresenka   | 31. maj 1986, Moskva                        | Sitnikov je bil izpostavljen smrtonosnemu odmerku sevanja (približno 1500 rentgenov) med pregledovanjem škode na reaktorju 4 in pomočjo pri oskrbi s hladilno tekočino. |
| Valerij Perevozčenko  | 6. maj 1947, Starodub          | 13. junij 1986, Moskva                      | Pervozčenko je bil med poskusom iskanja in reševanja Hodemčuka in drugih ter ročnim spuščanjem kontrolnih palic izpostavljen smrtonosnemu odmerku sevanja; skupaj s Kudryavtsevim in Proskuryakovom je pogledal neposredno v odprto jedro reaktorja in utrpel sevalne opekline na strani in hrbtu. Dodatno si je prizadeval, da bi rešil enega od svojih prijateljev posadke. |
| Jurij Veršin          | 22. maj 1959, Zuyevskaya       | 21. julij 1986, Moskva                      | Veršin je bil v turbinski dvorani v času eksplozije; med gašenjem in stabilizacijo turbine je bil izpostavljen smrtonosnemu odmerku sevanja, več kot 10 Gy (1.000 rad). Med poskusi klica v nadzorno sobo je bil obsevan s kosom goriva, ki je pristal na bližnjem transformatorju turbogeneratorja 7.                                                                        |
| Aleksander Novik      | 11. avgust 1961, Dubrovytsky   | 26. julij 1986, Moskva                      | Novik je bil med gašenjem in stabilizacijo turbine, izpostavljen smrtonosni dozi sevanja (več kot 10 sivih (1.000 rad)). Med poskusi klica v nadzorno sobo je bil obsevan s kosom goriva, ki je pristal na bližnjem transformatorju turbogeneratorja 7. |
| Klavdija Luzganova    | 9. maj 1927                    | 31. julij 1986, Moskva                      | Luzganova je varovala gradbišče stavbe za skladiščenje izrabljenega goriva, približno 200 metrov od bloka 4. |
| Leonid Teljatnikov    | 25. januar 1951                | 2. december 2004, Kijev                     | Teljatnikov je bil med gašenjem požara v reaktorju 4 in na strehi reaktorja 3 izpostavljen majhni dozi sevanja, vendar je posledično zbolel za rakom, zaradi česar je umrl 18 let pozneje. |